# Onthophagus uniformis
Onthophagus uniformis är en skalbaggsart som beskrevs av Lucas Friedrich Julius Dominikus von Heyden 1886. Onthophagus uniformis ingår i släktet Onthophagus och familjen bladhorningar. Inga underarter finns listade i Catalogue of Life.